# Zanjan (stad)
Zanjan (Perzisch: زنجان) is de hoofdstad van de provincie Zanjān in het noordwesten van Iran.
Zanjān ligt op 1638 m hoogte, bijna 300 km ten noordwesten van Teheran en ongeveer 125 km ten zuidwesten van de Kaspische Zee. In 2011 werd de bevolking geteld op 387.000 inwoners.
Zanjān stond ooit bekend om de messen die er gemaakt worden, totdat er veel goedkopere messen uit China op de markt werden gebracht. De kleinschalige industrie speelt echter nog altijd een rol van betekenis. Men vindt er veel traditionele tapijtwevers. Ook is Zanjān bekend om de pitloze druiven die er worden gekweekt.

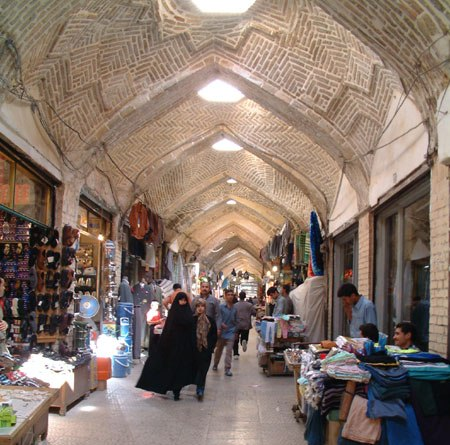
De bazaar van Zanjan (2005)

In de stad zijn enkele universiteiten gevestigd.

## Geboren
- Narges Mohammadi (1972), mensenrechtenactiviste
- Mahdi Sohrabi (1981), Iraans wielrenner

## Stedenband
- Trabzon (Turkije), sinds 2001